# Джексон, Томми (футболист, 1946)
То́мас Дже́ксон (англ. Thomas Jackson; 3 ноября 1946, Белфаст), более известный как То́мми Дже́ксон (англ. Tommy Jackson) — североирландский футболист и футбольный тренер. В качестве игрока выступал за «Гленторан», «Детройт Кугарс», «Эвертон», «Ноттингем Форест», «Манчестер Юнайтед», «Уотерфорд Юнайтед» и «Крусейдерс», а также за национальную сборную Северной Ирландии. В качестве тренера руководил клубами «Уотерфорд Юнайтед», «Крусейдерс», «Гленторан» и «Баллимена Юнайтед».

## Клубная карьера
Уроженец Белфаста, Джексон начал футбольную карьеру в североирландском клубе «Юарт Рек». Профессиональную карьеру начал в «Гленторане», в составе которого дважды выиграл чемпионат Ирландской лиги (в сезонах 1966/67 и 1967/68). Осенью 1967 года провёл два матча в Кубке европейских чемпионов против «Бенфики», «сдерживая» легендарного нападающего Эйсебио.
В 1967 году провёл 12 матчей за североамериканский клуб «Детройт Кугарс». В феврале 1968 года перешёл в английский клуб «Эвертон». В составе «ирисок» был запасным полузащитником, подменяя по мере необходимости одного из «святой троицы» полузащитников в лице Алана Болла, Колина Харви и Говарда Кендалла. В сезоне 1969/70 помог «Эвертону» стать чемпионом, сыграв 15 матчей в Первом дивизионе.
В октябре 1970 года перешёл в «Ноттингем Форест». По итогам сезона 1971/72 «Ноттингем Форест» выбыл из Первого дивизиона. В том сезоне 11 декабря 1971 года Джексон забил победный гол в ворота «Эвертона», своего бывшего клуба. После того, как в январе 1975 года главным тренером «Ноттингема» стал Брайан Клаф, Джексон утратил место в основном составе, и в июле 1975 года в качестве свободного агента стал игроком «Манчестер Юнайтед».
16 августа 1975 года дебютировал за «Манчестер Юнайтед» в матче Первого дивизиона против «Вулверхэмптон Уондерерс». Всего в сезоне 1975/76 провёл за «Юнайтед» 20 матчей (17 из них — в чемпионате). Команда заняла в чемпионате третье место. Уже в следующем сезоне Джексон провёл в основном составе только три матча, выступая в основном за резервную команду «Юнайтед». Его последний матч в основном составе «Манчестер Юнайтед» прошёл 11 мая 1977 года — это была игра против «Сток Сити». Летом 1978 года Джексон покинул «Юнайтед» в качестве свободного агента.
В 1978 году Джексон стал играющим тренером в ирландском клубе «Уотерфорд Юнайтед». В 1980 году привёл клуб к победе в Кубке Ирландии.
В 1980 года был главным тренером сборной Футбольной лиги Ирландии в матче против сборной Аргентины, прошедшем на стадионе «Монументаль» в Буэнос-Айресе. Единственный гол в той игре забил Диего Марадона.
В 1982 году Джексон был уволен с должности главного тренера «Уотерфорда». Год спустя, в июле 1983 года, он стал главным тренером североирландского клуба «Крусейдерс». В 1985 году команда под его руководством выиграла Золотой кубок, обыграв в финальном матче «Линфилд».
В 1987 году вернулся в «Гленторан», на этот раз — в качестве главного тренера. Клуб под его руководством за шесть лет выиграл 16 трофеев, включая домашний «дубль» в 1988 году.
В сезоне 1993/94 был главным тренером североирландского клуба «Баллимена Юнайтед».
После 1994 года управлял футбольными школами.

## Карьера в сборной
10 сентября 1968 года дебютировал за сборную Северной Ирландии в товарищеском матче против сборной Израиля в Тель-Авиве. Всего провёл за сборную 35 матчей. Последний матч за сборную провёл 11 июня 1977 года, это была игра в рамках отборочного турнира к чемпионату мира против сборной Исландии.

## Достижения

### В качестве игрока
Гленторан
- Чемпион Ирландской лиги (ИФА) (2): 1966/67, 1967/68
- Обладатель Стального кубка[англ.] (2): 1965/66, 1966/67
- Финалист Ирландского кубка (ИФА): 1966/67

Эвертон
- Чемпион Первого дивизиона:

1969/70

### В качестве тренера
Уотерфорд Юнайтед
- Обладатель Кубка Ирландии (ФАИ): 1980

Крусейдерс
- Обладатель Золотого кубка[англ.]: 1985/86

Гленторан
- Чемпион Ирландской лиги (ИФА) (2): 1987/88, 1991/92
- Финалист Ирландского кубка (ИФА) (3): 1986/87, 1987/88, 1989/90
- Обладатель Золотого кубка[англ.] (2): 1986/87, 1991/92
- Обладатель Кубка Ольстера[англ.] (2): 1988/89, 1989/90
- Обладатель Кубка графства Антрим[англ.] (3): 1986/87, 1987/88, 1989/90
- Обладатель Кубка североирландской лиги (2): 1988/89, 1990/91
- Обладатель Кубка прожекторов[англ.] (2): 1987/88, 1989/90